# Nikolaus von Wacken

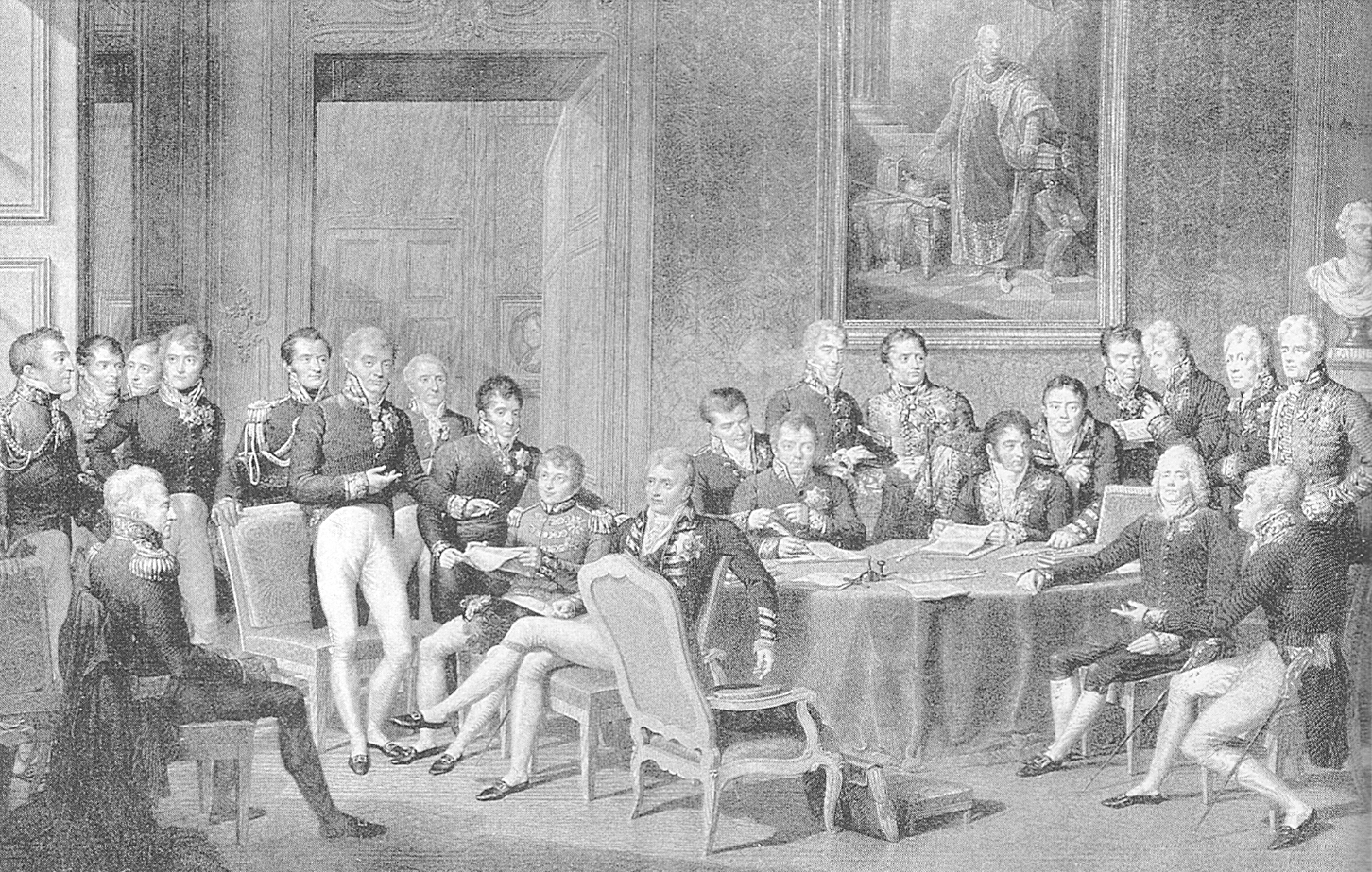
Nikolaus von Wacken (obere Reihe 4. v. r.) beim Wiener Kongress bei der Aufnahme eines Diktats von Friedrich von Gentz (3. v. r.).

Freiherr Nikolaus von Wacken (* 1736 in Wien; † 26. Juni 1834) war ein österreichischer Beamter, Hofsekretär, k. k. Hofrat und Angehöriger der österreichischen Delegation auf dem Wiener Kongress.

## Leben
Nikolaus von Wacken war ein Sohn von Mathieu François Wacken und dessen Ehefrau Marie Catherine Wacken, geborene Ambroisy. Nachdem er zunächst in den Österreichischen Niederlanden eine Beamtenlaufbahn absolviert hatte, trat er 1801 in die Geheime Haus-, Hof und Staatskanzlei des Kaiserreichs in Wien ein. Wacken machte rasch Karriere und stieg zu einem der wichtigsten Mitarbeiter Klemens Wenzel von Metternichs auf. Im Jahr 1813 begleitete er den Diplomaten von Metternich während der Feldzüge gegen die napoleonischen Heere und wurde noch im gleichen Jahr zum ersten Wirklichen k. k. Hofrat in der Abteilung für auswärtige Angelegenheiten ernannt. Während des Wiener Kongresses 1814/15 gehörte Wacken der österreichischen Delegation an und war als Sekretär des Kongresses neben Friedrich von Gentz dafür verantwortlich, alle getroffenen Vereinbarungen schriftlich festzuhalten, was u. a. auf einem Gemälde von Jean-Baptiste Isabey dargestellt wurde. Wacken war Mitglied der 'Statistischen Kommission', die sich darum kümmerte, alle notwendigen Vorarbeiten für eine territoriale Neuordnung Europas zu erbringen. Spezialisten wie Geographen, Ökonomen und Bevölkerungsstatistiker fiel dabei die Aufgabe zu, den Territorialwert bestimmter Gebiete aufgrund ihrer Größe, der Einwohnerzahl und Ertragskraft zu bestimmen, um daraus die Forderungen und Zugeständnisse der Ansprüche der anmeldenden Mächte gegeneinander aufwiegen zu können. Während der Fünfer-Konferenz (bestehend aus den Siegermächten Österreich, Preussen, Russland, England sowie dem Kriegsverlierer Frankreich) und der Achter-Konferenz (mit Schweden, Portugal und Spanien) fungierte Wacken als Protokollführer. Im Anschluss an den Wiener Kongress arbeitete Wacken wieder in der Staatskanzlei und nahm auch an den Nachfolgekongressen in Aachen (1818), Troppau (1820), Laibach (1821) und Verona 1822 teil. Im Jahr 1823 erwarb er ein Dominium, das Kirchdorf Mittergrabern (im heutigen Niederösterreich) und führte den Titel Freiherr. Am 30. Dezember 1827 berichtete die Bayreuther Zeitung, dass am 11. Dezember Ihre Majestät Herzogin von Parma und Piacenza und Guastalla Marie-Louise von Österreich u. a den Freiherrn von Wacken Nikolaus, Herrn auf Mitterngraben k. k. Wirklichen Hofrat und Geheimen Staats-Offizialen zum Commandeur des Constantinischen St.-Georgs-Ordens ernannt hat. 1830 ließ sich Nikolaus von Wacken in den Ruhestand versetzen.